# コルト・カバナ
コルト・カバナ（Colt Cabana、1980年5月6日 - ）は、アメリカ合衆国の男性プロレスラー。イリノイ州ディアフィールド出身。AEW所属。コルト"Boom Boom"カバナのリングネームを用いることもある。本名はスコット・コルトン（Scott Colton）。

## 来歴
スティールドメインレスリングスクールに入門。同期生としてCMパンクがいる。1999年6月19日、コルト・カバナ（Colt Cabana）のリングネームでデビュー。2004年にはCMパンクとセカンド・シティ・セインツ（The Second City Saints）なるタッグチームを結成してROH世界タッグ王座を二度獲得。シングルプレイヤーとしても真価を発揮し、タイトル獲得には縁がなかったもののメインイベンターでの出番が多かった。2005年にはZERO1-MAXへの参戦で初来日。
2007年、WWEとディペロップメント契約。傘下団体のOVWにてデビュー後、OVW TV王座、OVW南部タッグチーム王座を獲得。同年、WWEと新しく契約した傘下団体であるFCWに移籍し、ストーリーラインで活躍。2008年8月にスコッティ・ゴールドマン（Scotty Goldman）のリングネームでWWEに昇格し、SmackDown!にて登場。トークコーナーなどを受け持ち、コミカルなキャラクターとしてファンから支持を得るが、試合では主にジョバーとしての役目が多く、2009年2月にWWEから解雇通告を受けた。
同年、リングネームをコルト・カバナに戻してアメリカのインディー団体を中心に活動。2011年3月6日、NWAハリウッドにてアダム・ピアースを破り、NWA世界ヘビー級王座を獲得した。
2011年9月、ROHの提携団体であるプロレスリング・ノアの「Shiny Nanig.2011」ツアーへ参戦。
2012年4月8日、再びアダム・ピアースを破り、NWA世界ヘビー級王座を獲得。同月、NOAHのグローバル・タッグ・リーグ2012にエディ・エドワーズと組んで、ROH代表コンビとして出場。優勝は逃したものの技能賞を受賞した。
2014年には、クリス・ヒーローとタッグチーム「ビッグ・イン・U.S.A.」を結成。グローバル・タッグ・リーグ戦へ参戦し、技能賞を獲得。さらには、同年のグローバル・リーグ戦にも参戦。
2015年、2年連続でヒーローとのタッグでグローバル・タッグ・リーグ戦へ出場。優勝には至らなかったが、技能賞を獲得（チームとしては2年連続、個人としては3回目）。さらに公式戦でGHCタッグ王者である鈴木軍のK.E.S.に勝利。この結果により、同年6月にGHCタッグ王座に挑戦したが、惜敗。その後、グローバル・リーグ戦にも2年連続で出場した。
2016年よりROHへ復帰。2017年からはコメンテーターも兼務。
2017年12月24日、DDT後楽園大会にて、竹下幸之介の持つKO-D無差別級王座に挑戦するも敗れる。
2018年3月25日、DDT両国国技館大会「Judgement2018」に参戦しジョーイ・ライアンと対戦。
2019年2月、新日本プロレスとROHの合同興行「HONOR RISING:JAPAN 2019」にて新日本初参戦。
同年3月、NEW JAPAN CUP2019に出場。1回戦で真壁刀義、2回戦で矢野通に勝利しベスト8に残るも、準々決勝でSANADAに敗戦。
WORLD TAG LEAGUE にも矢野通とのタッグで出場。

## 得意技

### フィニッシュ・ホールド
シカゴクラブ/ビリーゴーツカース /カブスウィン
変型逆エビ固め（ボストン・クラブ）。
代表的なフィニッシュ・ホールド。
通常の逆エビ固めとは掛け手の向きが前後逆向きで決める。
仰向けに倒れた相手の足を向きながら相手の両足の間に立ち、相手の両足を自身の両脇に抱える。そのまま相手をひっくり返し相手の背中をまたぎ、体重をあずけて相手の背中を反り上げてダメージを与える。
シカゴスカイライン
大一番での奥の手として使用されるオリジナル・フィニッシュ・ホールド。
コーナー上で相手をファイヤーマンズ・キャリーの状態で担いで立ち、そのまま自身はリングに飛び降り着地、この際に相手を放し、相手を腹部からコーナーポスト上へ落下させポストへ打ち付ける。
スーパー・マン
別名 カバナ固め
オリジナルの押さえ込み技で、変型のエビ固め。
仰向けの相手の足側から、相手の両足の膝の裏に自身の両足の足首をそれぞれ引っ掛け、そのまま前方へジャンプして倒れ込み、その勢いで相手を「くの字」にし、両手をマットへついて着地すると同時に、相手に引っ掛けた足首で相手を「くの字」のままピンフォールする。プロレスリング・ノア参戦時に開発し、その後同団体で度々この技を使用し、フィニッシュとしてもよく使用している。
 レイクショードライブ 
相手をファイヤーマンズキャリーの体勢で担ぎ上げ、相手の両足をトップロープに引っかけ、腕のクラッチを切りながら体をひねって背中からマットに倒れ込み、ダイヤモンド・カッターの形でマットに叩きつける。
コルト45
変型のカナディアン・バックブリーカー。
カバナラマ
どすこいDDTと同型。
相手をベアハッグで締めてから相手の首を抱えるように持ち直し、DDTのように脳天から落としていく荒技。

### 打撃技
エルボー
バックエルボー
BOOM BOOMショット
ナックルパンチとエルボー・スタンプのコンビネーション技。
クリス・カバナの象徴的な技で、試合前半から終盤まで要所要所で繰り出す。頭部を狙って繰り出すことが多い。
対戦相手の顔面にナックルパンチ連打で打ち込み、コンビネーションで両手で糸巻きのようにクルクル回すパフォーマンスで対戦相手の顔面にエルボー・スタンプを打ち放つ。クリス・ヒーローとのタッグでは、この技とヒーローのローリング・エルボーを同時に繰り出す連携を得意とする。
ナックルパンチ
バックハンド・チョップ
クローズライン
延髄斬り

### 飛び技
ラムマン
ミサイルキック（コーナー上からのドロップキック）。
スプリングホールド・ムーンサルトプレス
リングの中央に仰向けに寝かせた相手を走って飛び越え、そのままセカンドロープ中央に足をかけて素早くムーンサルトプレスを行う技。

### フォール技
スクールボーイ
バックスライド
スモール・パッケージホールド
ジャックナイフ・ホールド
ヨーロピアン・クラッチ
ローリング・クラッチ・ホールド

## タイトル歴
NWA
- NWA世界ヘビー級王座 : 2回（第118、121代）
- NWAナショナル・ヘビー級王座 : 2回（第82、84代）

ROH
- ROH世界タッグ王座 : 2回（第6、9代）

w / CMパンク
OVW
- OVW TV王座 : 1回
- OVW南部タッグチーム王座 : 2回

w / チャールズ・エヴァンス
w / ショーン・スピアーズ
RPW
- RPWブリティッシュ・ヘビー級王座 : 1回（第12代）

他、アメリカのインディー団体を中心に多数のタイトルを獲得している。